# Assedio di Gerusalemme (701 a.C.)
31°46′05.95″N 35°12′49.36″E
Intorno al 701 a.C. Sennacherib, re d'Assiria, attaccò le città fortificate del Regno di Giuda in una campagna di sottomissione. Sennacherib assediò Gerusalemme, ma non riuscì a catturarla: è l'unica città menzionata come assediata sulla Stele di Sennacherib, di cui la cattura non è menzionata.

## Antefatto
Diversi regni del Levante cessarono di pagare le tasse al re assiro Sennacherib (705-681 a.C.) al principio del suo regno. Per vendicarsi, il sovrano avviò una campagna per sottomettere i ribelli, tra cui il Regno di Giuda. Dopo aver sconfitto i ribelli di Ekron in Filistea, Sennacharib mosse contro Giuda e, sulla strada per Gerusalemme, da prima distrusse la città di Azekah, dopodiché conquistò Lachish, la seconda città ebraica per importanza, vi pose il campo ed inviò a Gerusalemme un corpo d'armata per sottometterla.

## L'assedio
Fonti di entrambe le parti rivendicarono la vittoria, i Giudaiti (o gli autori biblici) nel <i>Tanakh</i> e Sennacherib nel suo prisma. Sennacherib riportò l'assedio e la cattura di molte città della Giudea, ma solo l'assedio, non la cattura, di Gerusalemme.

### Il resoconto ebraico

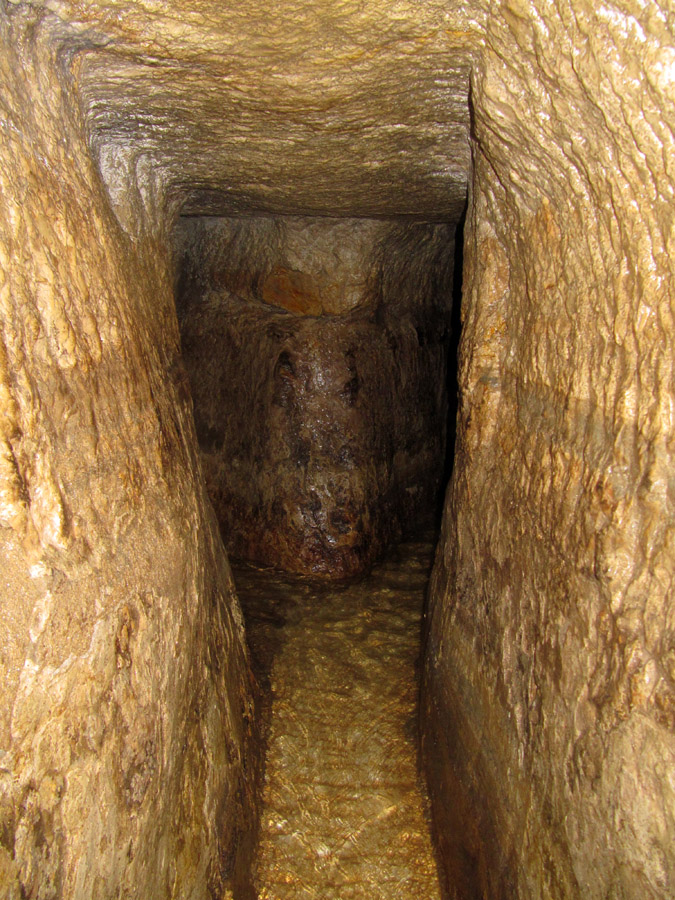
Interno del c.d. "Tunnel di Ezechia" - foto del 2010.

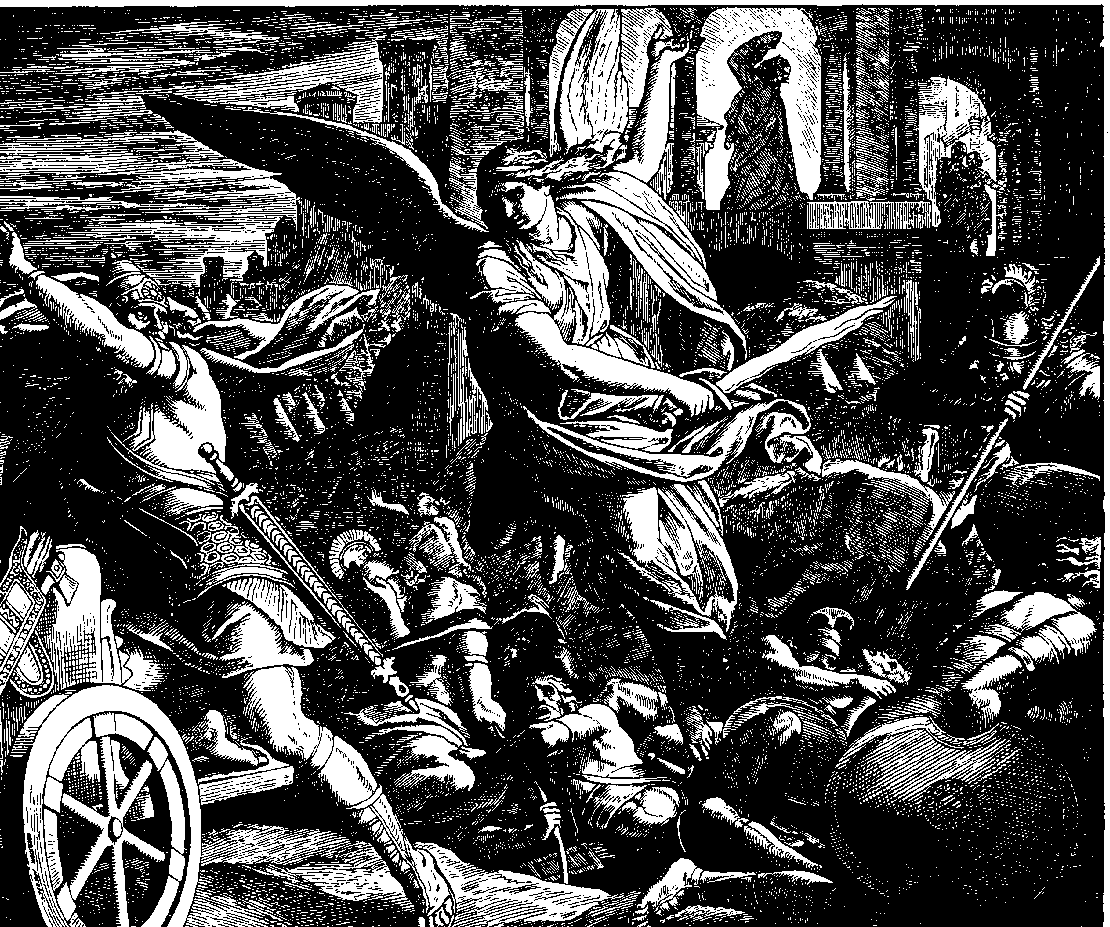
Gerusalemme liberata da Sennacherib (1860) xilografia di Julius Schnorr von Karolsfeld

La storia dell'assedio assiro è raccontata in diversi testi biblici ebraici: Libro di Isaia, Libri delle Cronache e Libri dei Re II.
Quando gli Assiri iniziarono la loro invasione, il re Ezechia iniziò i preparativi per proteggere Gerusalemme. Nel tentativo di privare gli Assiri dell'acqua, le sorgenti fuori dalla città furono bloccate e fu scavato un tunnel di 533 metri fino alla sorgente di Gihon che rifornisse di acqua fresca la città. Ulteriori preparativi per l'assedio includevano la fortificazione delle mura esistenti, la costruzione di torri e l'erezione di un nuovo muro di rinforzo. Ezechia radunò i cittadini nella piazza e li incoraggiò ricordando loro che gli Assiri possedevano solo "braccia di carne" mentre i Giudei avevano la protezione di Yahweh.
Re II 18:2 riporta a questo punto che Sennacherib, mentre assediava Lachish, ricevette un messaggio da Ezechia che gli offriva un tributo in cambio del ritiro assiro. Secondo la Bibbia ebraica, Ezechia pagò 300 talenti d'argento e 30 talenti d'oro all'Assiria, un prezzo così alto che fu costretto a svuotare il tempio e il tesoro reale d'argento ea spogliare l'oro dagli stipiti del Tempio di Salomone. Tuttavia, Sennacherib marciò su Gerusalemme con un grande esercito. Quando la forza assira arrivò, il suo comandante sul campo Rabshakeh portò un messaggio del re. Nel tentativo di demoralizzare i Giudei, il comandante del campo annunciò al popolo sulle mura della città che Ezechia li stava ingannando e che Yahweh non poteva liberare Gerusalemme dal re d'Assiria. Ha elencato gli dei di altri popoli sconfitti da Sennacherib, poi ha chiesto: "Chi di tutti gli dei di questi paesi è stato in grado di salvare la sua terra da me?"
Durante l'assedio, Ezechia si vestì di un sacco, in segno di lutto, ma il profeta Isaia lo assicurò che la città sarebbe stata liberata e Sennacherib avrebbe fallito. Durante la notte, un angelo uccise 185 000 truppe assire. Alcuni studiosi ritengono che questo numero sia stato trascritto in modo errato, con uno studio che suggerisce che il numero fosse originariamente 5 180

### Il resoconto assiro

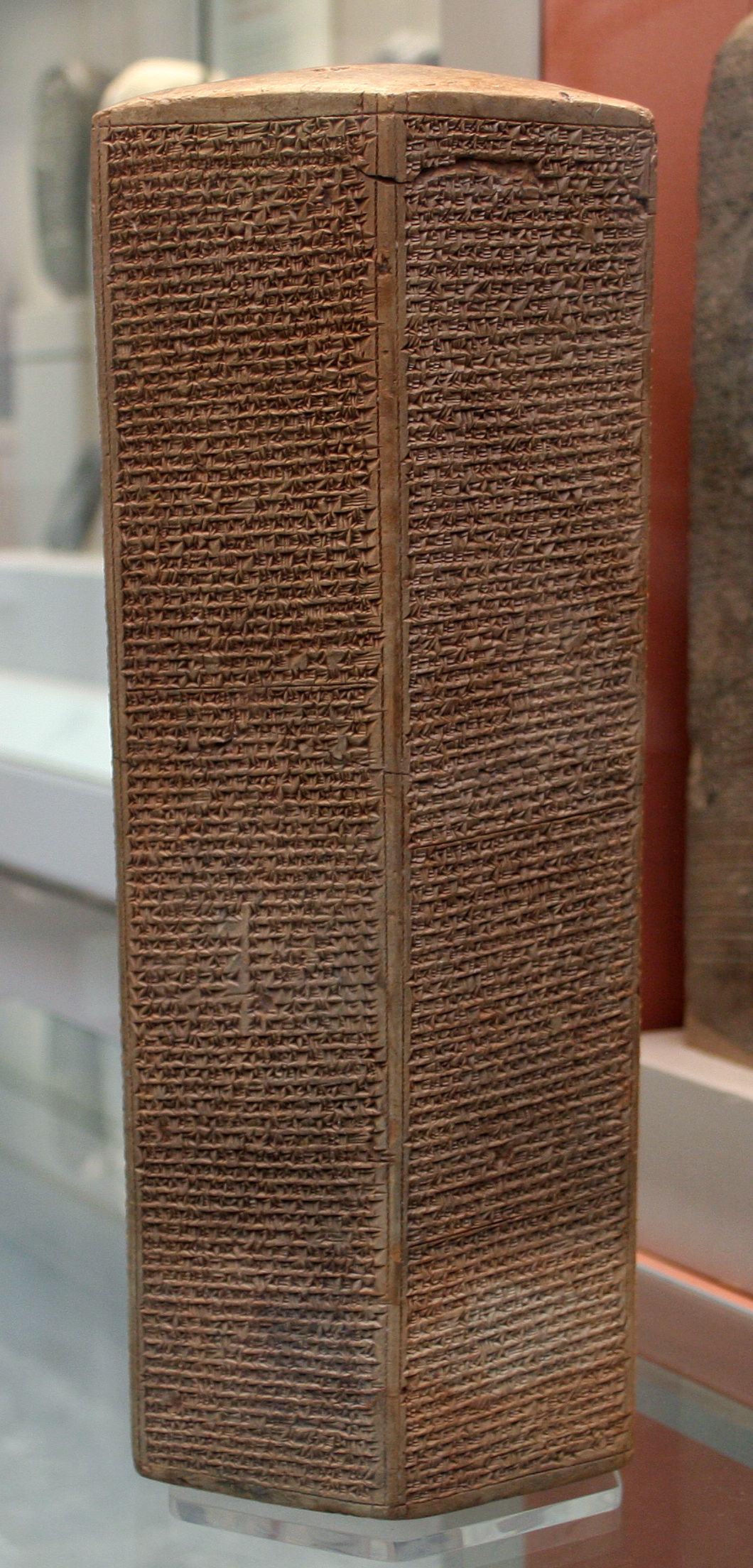
Prisma di Sennacherib.

Il "Prisma di Sennacherib" descrive in dettaglio gli eventi della campagna assira contro Giuda. Fu scoperto tra le rovine di Ninive nel 1830 ed è ora conservato nel Oriental Institute di Chicago. Il racconto risale al 690 a.C. circa.
Il testo del Prisma vanta come Sennacherib distrusse 46 città di Giuda e intrappolò Ezechia a Gerusalemme "come un uccello in gabbia". Il testo prosegue descrivendo come il "terrificante splendore" dell'esercito assiro abbia causato la fuga dei rinforzi arabi e mercenari di Gerusalemme. Aggiunge che il re assiro tornò in Assiria dove in seguito ricevette un grande tributo da Giuda. Questa descrizione varia inevitabilmente in qualche modo dalla versione ebraica nel Tanakh. Le massicce vittime assire menzionate nel Tanakh non sono menzionate nella versione assira. Sappiamo poi che, storicamente, la presenza di Sennacherib in Palestina fu politicamente e militarmente ingombrante anche dopo l'assedio: es. l'Assiro cedette le città circostanti Gerusalemme ai governanti vassalli assiri di Ekron, Gaza e Ashdod, a riprova del suo potere. L'armata assira, apparentemente non flagellata da pesanti perdite, fu impegnata in campagne continue tra il 702 a.C. ed il 699 a.C. e subito dopo nel 697 a.C. (campagne contro i Medi nei Monti Zagros), nel biennio 696-695 a.C. (campagne contro i vassalli ribelli d'Anatolia) ed infine nel 690 a.C. quando Sennacherib s'inoltrò nei deserti arabi settentrionali, conquistando Dumat al-Jandal.

### Teorie storiche sull'esito dell'assedio
Erodoto scrisse che l'esercito assiro fu invaso dai topi quando attaccò l'Egitto. Alcuni studiosi biblici interpretano questo come un'allusione che l'esercito assiro sia stato decimato da una malattia trasmessa dai topi o dai ratti come la peste bubbonica. Anche senza fare affidamento su quella spiegazione, John Bright ha suggerito che fosse un'epidemia di qualche tipo a salvare Gerusalemme.
What If?, una raccolta di saggi sulla storia controfattuale, lo storico William H. McNeill ipotizza che i resoconti della morte di massa tra l'esercito assiro nel Tanakh potrebbero essere spiegati da un'epidemia di colera (o altre malattie trasmesse dall'acqua) dopo che le sorgenti oltre le mura della città erano state bloccate, privando così la forza assediante di un approvvigionamento idrico sicuro.
Henry T. Aubin scrive in The Rescue of Jerusalem: The Alliance Between Hebrews and Africans in 701 BC che l'esercito assiro fu messo in rotta da un esercito egiziano sotto il comando kushite ( nubiano ).

## Conseguenze
What If? ipotizza che il ritiro dell'armata assira dalle mura di Gerusalemme sia servito a sostenere l'allora nuova tradizione monoteista del giudaismo. McNeill ritiene che l'apparente sconfitta di Sennacherib da parte di YHWH sostenne l'idea del monoteismo in un'epoca in cui un popolo conquistato adottò tipicamente il dio o gli dèi dei loro conquistatori, poiché i loro non erano riusciti a proteggerli. La straordinaria sconfitta di Sennacherib suggerita da McNeill, per una malattia ancora non compresa, avrebbe dimostrato YHWH superiore agli dèi della nazione più potente allora conosciuta dagli ebrei, l'Assiria. McNeill conclude che se Sennacherib avesse preso la città, gli ebrei avrebbero potuto adottare il politeismo e, di conseguenza, le religioni abramitiche non esisterebbero.

## Nella cultura popolare
Una poesia del 1813 di Lord Byron, The Destruction of Sennacherib, commemora la campagna di Sennacherib in Giudea dal punto di vista ebraico. Scritto in tetrametro anapestico, il poema era popolare nelle recitazioni scolastiche.

### Studi
In italiano
- Mario Liverani, Antico Oriente: storia, società, economia, nuova ed., Bari-Roma, Laterza, 2009  [1988], ISBN 978-88-420-9041-0.
- Vincenzo Mistrini, Gli assiri : la prima superpotenza dell'Oriente Antico, Gorizia, LEG, 2022.

In altre lingue
- (EN) Brinkman JA, Sennacherib's Babylonian Problem: An Interpretation, in Journal of Cuneiform Studies, vol. 25, n. 2, 1973,  pp. 89-95, DOI:10.2307/1359421, JSTOR 1359421.
- (EN) Frahm E, New sources for Sennacherib's "first campaign", in Isimu, vol. 6, 2003,  pp. 129-164.
- (EN) Grabbe L, Like a Bird in a Cage: The Invasion of Sennacherib in 701 BCE, A&C Black, 2003, ISBN 978-0-8264-6215-2.
- (EN) Grayson AK, Assyria: Sennacherib and Essarhaddon, in Boardman J e Edwards IES (a cura di), The Cambridge Ancient History, Volume III Parte II, Cambridge, Cambridge University Press, 2003  [1991], ISBN 978-0-521-22717-9.
- Nicolas Grimal, Storia dell'antico Egitto, Milano, RCS libri, 2004  [Laterza, 1998].
- (EN) Kalimi I, Sennacherib's Campaign to Judah: The Chronicler's View Compared with his "Biblical" Sources, in Sennacherib at the Gates of Jerusalem: Story, History and Historiography, Leida, Brill Publishers, 2014, ISBN 978-90-04-26561-5.
- (EN) Luckenbill DD, Ancient Records of Assyria and Babylonia (PDF), University of Chicago Press, 1927,  pp. 290-296.